# Bruce and Bongo
Bruce and Bongo, stylisé Bruce & Bongo, est un groupe de new wave allemand.

## Biographie
Le groupe est composé de Bruce Hammond et Douglas Wilgrove, deux soldats anglais basés en Allemagne. Au cours d'une leçon d'allemand, ils s'amusent avec le mot geil (lubrique, excitant) ; il leur vient l'idée d'une chanson dance. Ce mot leur évoque les disc jockeys, les singes ou Boris Becker qui vient de remporter son premier tournoi de Wimbledon. À la fin, ils se disent même être geil. 
La chanson Geil est composée d'échantillons : le refrain est une sonnerie de trompette de l'armée britannique, le riff de clavier s'inspire d'une mélodie populaire. La chanson est considérée comme provocante. Bayerischer Rundfunk et d'autres médias refusent de passer cette chanson au texte qu'on trouve obscène. En revanche, Thomas Gottschalk les invite à l'émission radio qu'il anime. La chanson devient numéro un des ventes en Allemagne en 1986. Elle atteint la première place en Allemagne et en Autriche et la 7e en Suisse.
De son côté, Willem chante une adaptation en allemand. Le label ZYX Music produit une parodie montrant qu'on peut faire une chanson débile avec n'importe quel mot de quatre lettres, en l'occurrence Doof. Bruce and Bongo produisent d'autres singles sur le même concept. Heigh-Ho (Whistle While You Work) est une reprise de la chanson de Blanche-Neige et les Sept Nains. Le single n'atteint que le top 30 puis est repris par Klaus und Klaus.
Le groupe est estimé comme un one-hit wonder. En 1998, Bruce and Bongo sort un remix de Geil avec le rappeur anglais Tony T., qui n'a pas de succès. Par ailleurs, Bruce Hammond fonde ensuite le label How's that Music qui produit notamment Mark'Oh. En 2016, une compilation fêtant leur 30 ans d'existence, intitulée Geil: 1986–2016 – 30 Jahre!, est publiée.

## Discographie

### Album studio
- 1986 : The Geil Album (réédité en 1993 par Castle Communications)
- 2016 : Geil: 1986–2016 – 30 Jahre!

### Singles
- 1986 : Geil
- 1986 : Hi Ho (Heigh Ho - Whistle While You Work)
- 1986 : French Foreign Legion
- 1987 : The Best Disco (In the World) / The Best DJ (In the World)
- 1987 : Holidays are Here Again (Klaus und Klaus feat. Bruce and Bongo)
- 1992 : We Ain´t Back
- 1998 : Geil (Bruce and Bongo vs. Tony T.)